# Schisma longispinum
Schisma longispinum là một loài rêu tản trong họ Herbertaceae. Loài này được (J.B. Jack & Stephani) Stephani miêu tả khoa học lần đầu tiên năm 1909.